# Riksdagen vintern 1632
Riksdagen vintern 1632 ägde rum i Stockholm.
Ständerna sammanträdde den 9 februari 1632. Kungen var inte närvarande, varför denna sammankomst även benämns som utskottsmöte. Adeln valde, som vid förra riksdagen, Åke Axelsson (Natt och Dag) till lantmarskalk.
Riksdagen avslutades den 21 februari 1632.